# Tadeusz Markowski (wiceminister)
Tadeusz Markowski (ur. 15 maja 1931 w Tarnowskich Górach, zm. 15 lutego 2015 w Wołominie) – polski działacz partyjny i państwowy, inżynier mechanik oraz ekonomista, podsekretarz stanu w Ministerstwie Przemysłu Ciężkiego (1968–1972).

## Życiorys
Syn Bolesława. Z wykształcenia inżynier mechanik i ekonomista, absolwent Akademii Górniczo-Hutniczej w Krakowie oraz Wyższej Szkoły Ekonomicznej w Krakowie. Od 1954 do 1961 kierownik wydziału w Hucie Cedler w Sosnowcu. Następnie był wicedyrektorem ds. ogólno-technicznych w Zjednoczeniu Hutnictwa Żelaza i Stali w Katowicach (1961–1965) oraz dyrektorem naczelnym Huty Małapanew w Ozimku.
Od 1948 działał w Związku Młodzieży Polskiej i Związku Młodzieży Socjalistycznej. W 1955 wstąpił do Polskiej Zjednoczonej Partii Robotniczej, był m.in. II sekretarzem POP PZPR przy Hucie Cedlera i I sekretarzem POP PZPR przy Zjednoczeniu Hutnictwa Żelaza i Stali. Od maja 1968 do stycznia 1972 był podsekretarzem stanu w Ministerstwie Przemysłu Ciężkiego.
Został pochowany na Cmentarzu Komunalnym Północnym w Warszawie.